# ディスクジョッキー

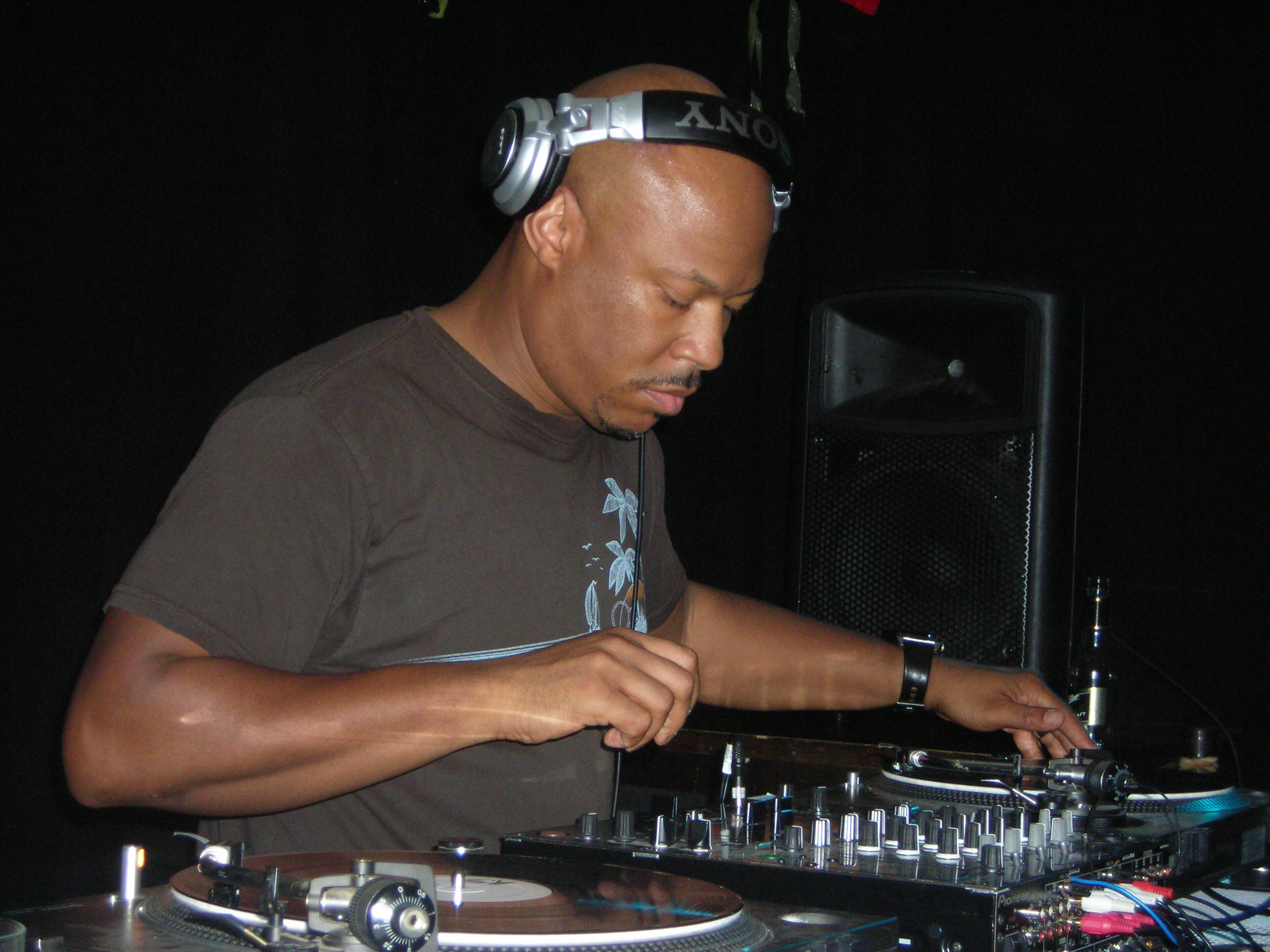
ナイトクラブのDJ Robert Hood

ディスクジョッキー（disc jockey）またはDJ（ディージェイ）とは、ポピュラー音楽をラジオ番組などで選曲、操作する、または演奏会場やクラブ、ソフトなどで再生機器で客に聴かせる人物。
ディスクジョッキーのディスクはかつてはレコード盤のみを指していたが、その後CD、あるいはデジタルオーディオファイルといった音楽の記録媒体が増えている。

## ラジオDJ

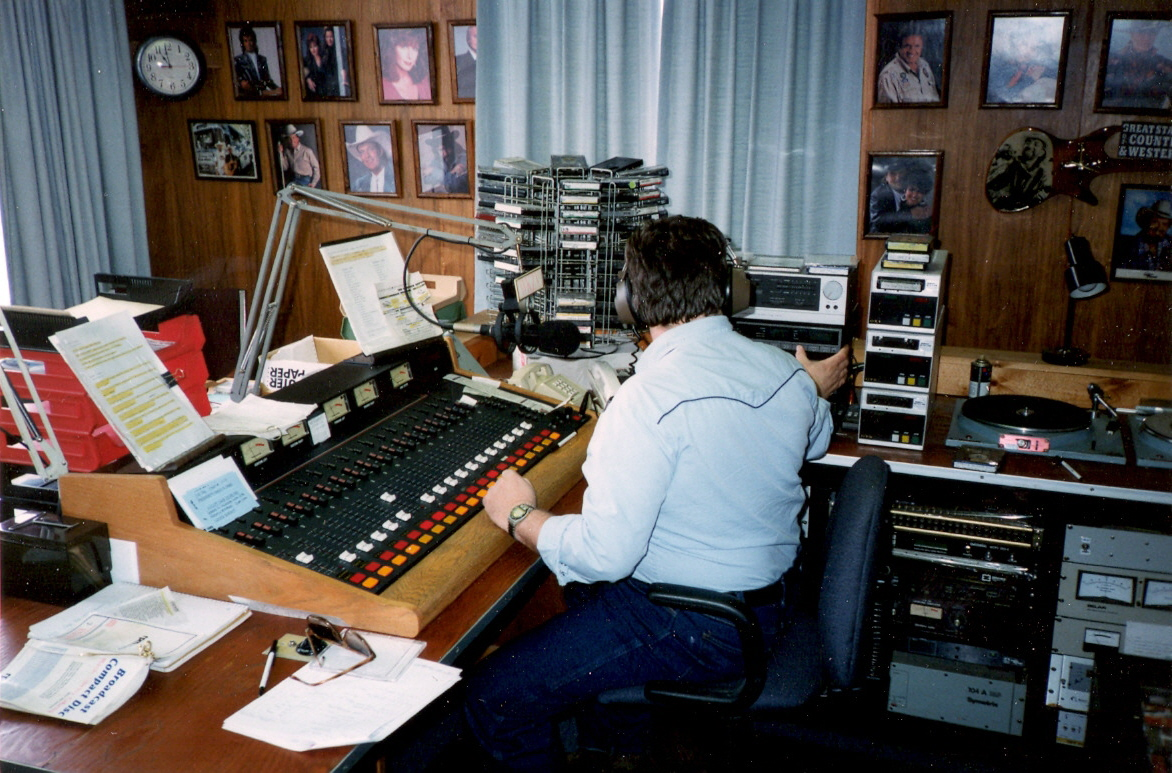
かつてワシントン ペンシルベニア州に存在していたラジオ局、WKZVで働くラジオパーソナリティ。

ラジオDJ（トークが中心の者も含めた場合、ラジオパーソナリティ）は、主にラジオ放送局のラジオ番組で本人の選曲やリクエスト曲を流す人物・司会者を指す。日本において12月28日はディスクジョッキーの日として一般社団法人 日本記念日協会に登録されている。ニッポン放送をキー局としていた番組、オールナイトジョッキーのラジオDJとして貢献した糸居五郎の命日でもある。世界の代表的なラジオDJとしては、ウルフマン・ジャック、ジョン・ピール(UK)、チャーリー・ギレット(UK)、ジム・ピューター、ウォルト・ラヴ、ドン・トレイシー、チャーリー・ツナらがいた。 音楽分野で、日本の代表的なラジオDJは、ピーター・バラカン、小林克也、糸居五郎、八木誠、石田豊、大友良英、六角精児、ゴンチチらがいる。
日本におけるディスクジョッキーの先駆け的存在は、1950年（昭和25年）から放送が始まった『ラジオ喫煙室』の森繁久彌である。

## ヒップホップDJ
1973年にニューヨークブロンクス区でサウンド・システム活動を開始したジャマイカ移民であるクール・ハークがヒップホップDJの普及者として知られる。クール・ハークが発見したブレイクビーツやスクラッチなどの技法が開発され、ヒップホップDJの独自性が高まっていった。代表的なDJとしては、グランドマスター・フラッシュ、アフリカ・バンバータ、クール・ハークらがいる。

## レゲエDJ
レゲエにおけるDJの元祖は、1950年代末に登場したサー・ロード・コミック、カウント・マチューキらである。ジャマイカにおけるDJの意味は、各国のDJの意味とは異なる方向に発展し、音楽をかける主体としてよりも、ラップにおけるラッパーのような役割を果たしている。元は他のジャンルと同じように選曲しイントロ部でその曲の紹介などを担当していたが、1960年代後半のU・ロイの登場以降はレコーディングに参加しトースティングやラップを披露するようになっていった。他にビッグ・ユース、Iロイらがいた。現在はレゲエにおける「DJ」と言えば、一般的にはサウンド・システムなどでバージョンやダブに合わせてトースティングする者を指す。他ジャンルにおけるDJと区別するため、「ディージェイ（dee jay）」と表記する場合があり、ディスクジョッキーと呼ばれることはない。他のジャンルにおけるDJにあたる者は、レゲエではセレクター（selector）と呼ばれる。セレクターには独自のスタイルがあり、曲のフック（盛り上がり）部分で逆回転して止めてしまったり（「Pull up」、「Rewind」、「Come again」と呼ばれる）セレクター自身が発言したりする。

## クラブやフェスにおけるDJ

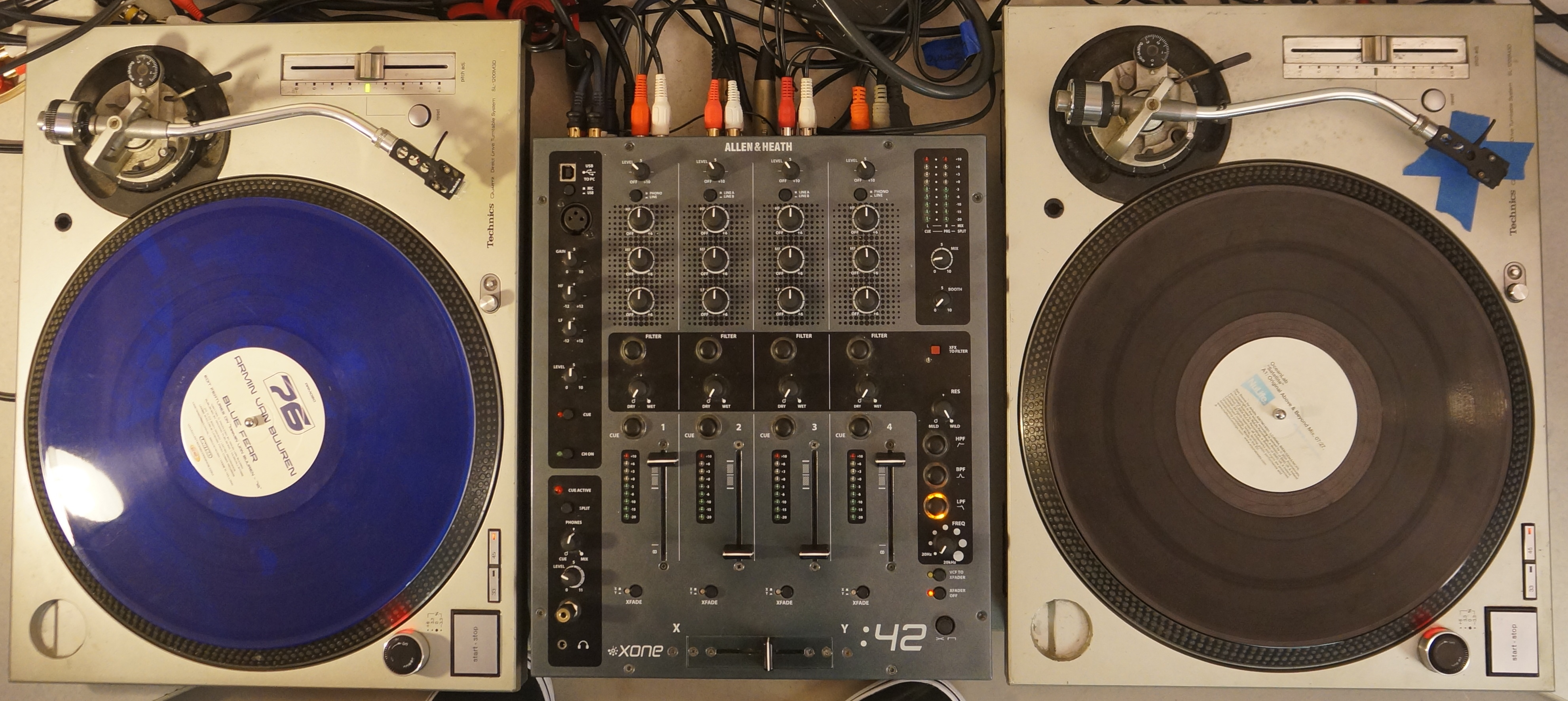
基本的な機器構成のひとつ。両サイドにTechnics SL-1200、中央にはDJ用ミキサーが設置されている。

クラブDJは、ナイトクラブ、ディスコなどの会場で、最低2台またはそれ以上の再生機器と、ミキシング・コンソールを使い、片方の再生機器で曲を再生している間に、もう片方で次の曲の再生準備し、テンポや音量の調整を行い、タイミングを見計らいながら音を違和感なくクロスさせるミックス操作で曲の流れを止めることなく次の曲へと繋いでいく。その他サウンドエフェクトを駆使し、音楽を創り出す技術者のこと。

## ロックDJ
ロックバンドの中にはメンバーにDJを編成しているバンドが存在している。バンドにおけるDJの役割は音源再生の他、スクラッチやジャグリングなどを用いてパーカッションのような役割も担当する。サンプラーやドラムマシンなどの操作を兼任しているDJも多い。

## CDJ
CDJとは、DJ向けのCDプレーヤーを使ってDJをする者の通称。またAlphaTheta（旧：Pioneer DJ）の商標であり、DJ向けのデジタル再生機器の称呼。

## モバイルDJ
モバイルDJ、PCDJまたはPJとは、パーソナルコンピュータまたはスマートフォンやタブレットなどのモバイル端末を使ってDJをする者の通称。あるいは、結婚披露宴、会社のパーティー、学園祭など、様々なイベントに人材・機材などを持ち込みDJをする個人・団体のこと。後者は「出張DJ」とも称され、ビジネスモデルでもある。

## ターンテーブリスト
ターンテーブリズムまたはターンテーブリストは、クラブDJの基本技術に加え、ターンテーブルを楽器のように扱うパフォーマンスが主である。ターンテーブル上のレコード盤を手で止めたり、特定の部分だけリズミカルに反復再生し、独特のノイズを出すスクラッチング（またはスクラッチ、スクラブ）は基礎的な奏法のひとつである。

この技術を競い合う大会、DMC World DJ ChampionshipsやRed Bull 3Styleが存在する。

## 機材

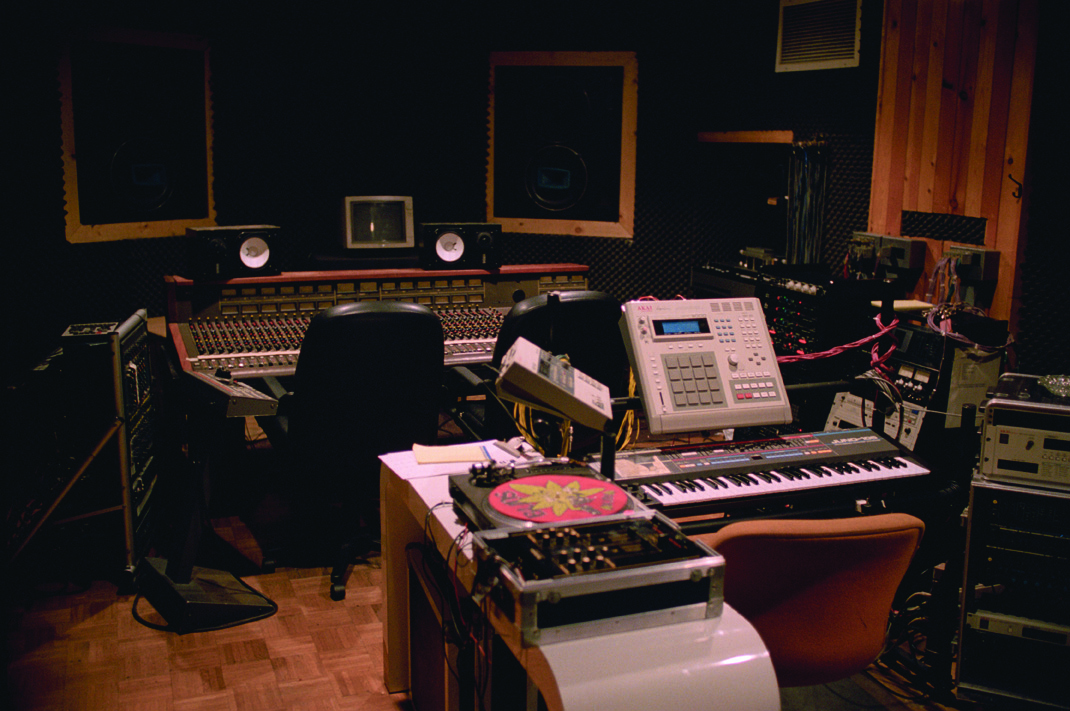
D&Dスタジオ内のDJプレミアの制作スペース

### DJミキサー
DJミキサー、またはミキシング・コンソールは、単にミキサー（以下「ミキサー」と略す）とも呼称される。この節ではクラブDJ向けのミキサーについて解説する。音声入出力は最低2台の再生機器からの入力とオプションにマイクなどからの入力、スピーカーへの出力とモニター用出力に分かれる。モニター出力は次の曲を準備、試聴するために利用するもので、メインであるスピーカー出力に混合せず、また遮ることなく曲の確認ができる特別なラインである。また横方向につまみが移動するクロスフェーダーを搭載し、表面中央下部に配置されているのが一般的である。このクロスフェーダーのつまみを中央に移動させると両方の再生機器で再生している音が混ざり、片側に移動させると片方の音が大きくなり、もう片方で再生している音は小さくなる。

### ターンテーブル/レコードプレーヤー

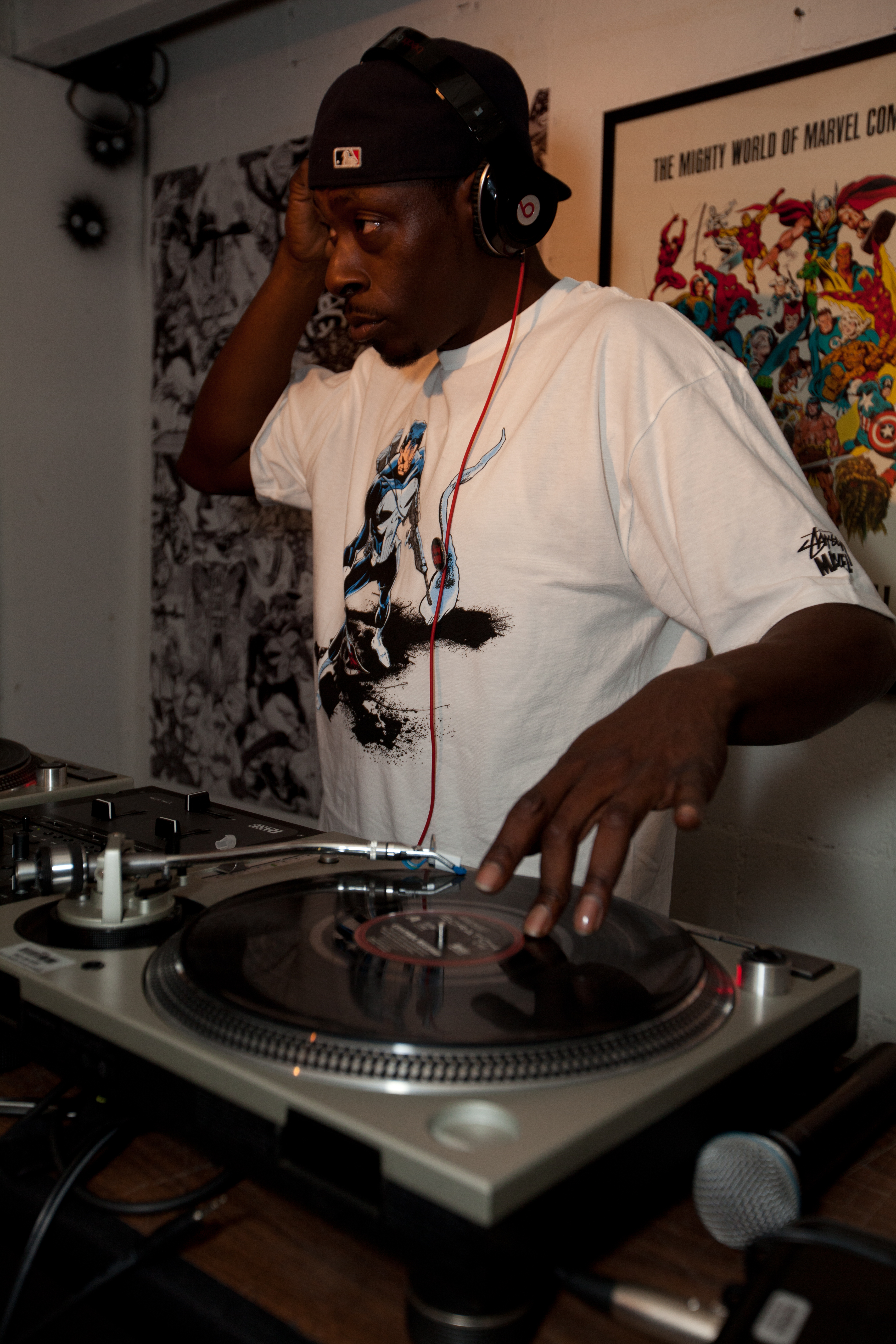
アナログターンテーブルを使用してスクラッチを行うピート・ロック

DJ向けのレコードプレーヤーは、ターンテーブルと呼称する事もある。一般的なレコードプレーヤーとの違いはターンテーブル部の機構が、ベルトドライブではなくダイレクトドライブである製品が一般的である。これはターンテーブルを手で止めて、盤を小刻みに送ったり戻したりするスクラッチプレイなどを前提としているため、ターンテーブルに直接モーターの力を伝えやすいダイレクトドライブが採用されている。また製品によってモータートルクが異なってくる。このほかに針圧の違い、ピッチ可変が広域である点が違いとして上げられる。ベスタクスがかつて販売していたクラブDJ向けターンテーブルには、現場での設置しやすさを考慮して本体を傾斜状態にできるものや±50%という極端なピッチ可変機構や逆回転機構が搭載される機材も存在した。

### CDプレーヤー
DJ向けCDプレーヤーの主な特徴として、プレーヤー上部にレコードプレーヤーのターンテーブルを模したデジタルコントローラが搭載され、これに触れ、回転させたりすることで音源を操作することができる。ターンテーブル部は基本的にモーターは無く、レコードプレーヤーのように自走することもないが、2004年6月21日にTechnicsが販売した、SL-DZ1200には自走するターンテーブルが搭載されていた。機器によるが、ターンテーブルの上面に触れて回すと曲の送り戻しとスクラッチ操作、サイド部分に触れて回すと選曲操作ができる。このほかタイムコードなどを表示するモニター、ピッチを可変させるためのスライダーなどが搭載されている。
記録媒体は基本的にCD-DA規格のCDを用いる。機種によるが多機能化したプレーヤーはWAV、MP3、AACなどの音声ファイルフォーマットを扱えたり、USBポートを搭載し、USBメモリなどから音声ファイルを扱うことができる。

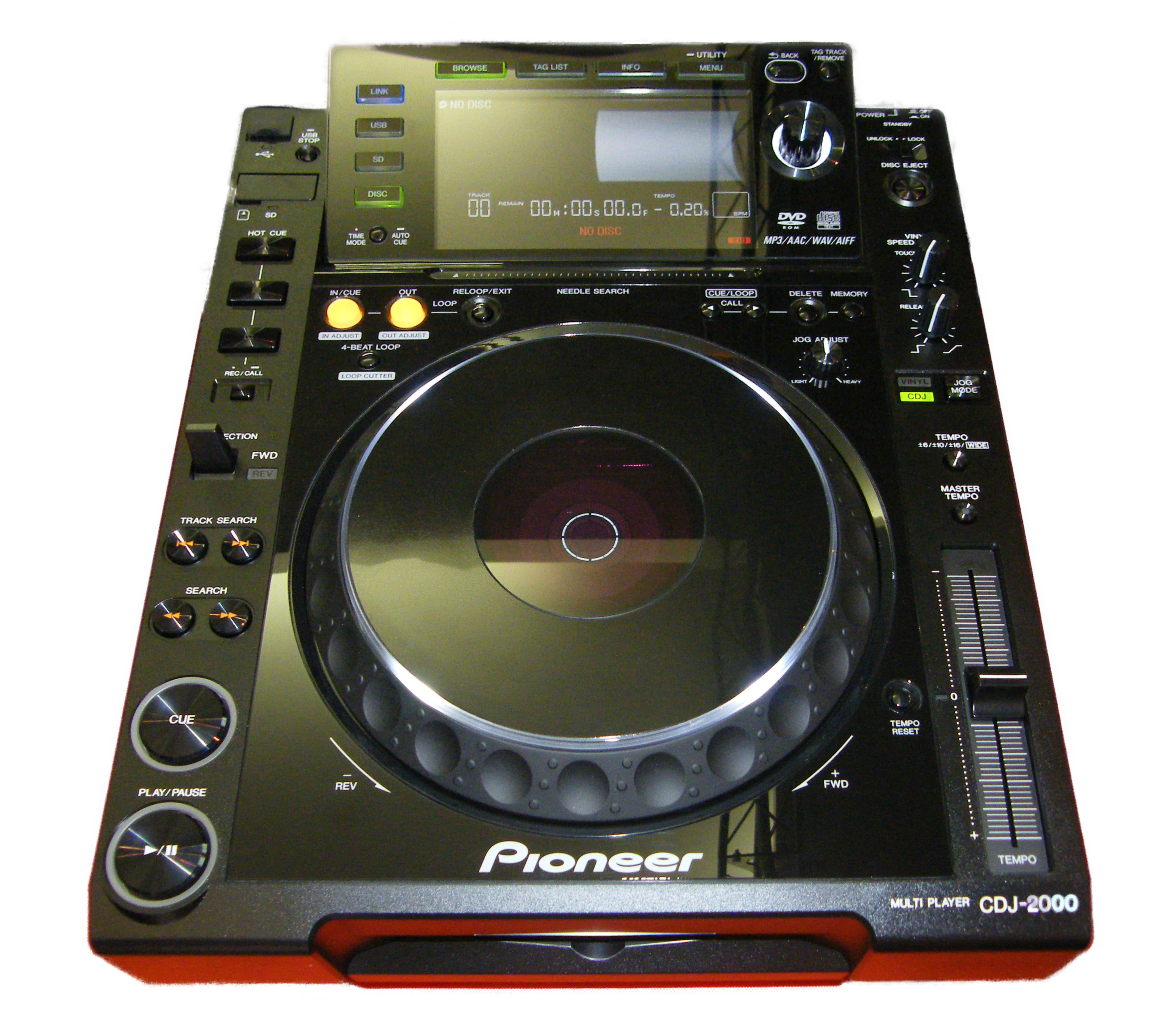
Pioneer CDJ 2000
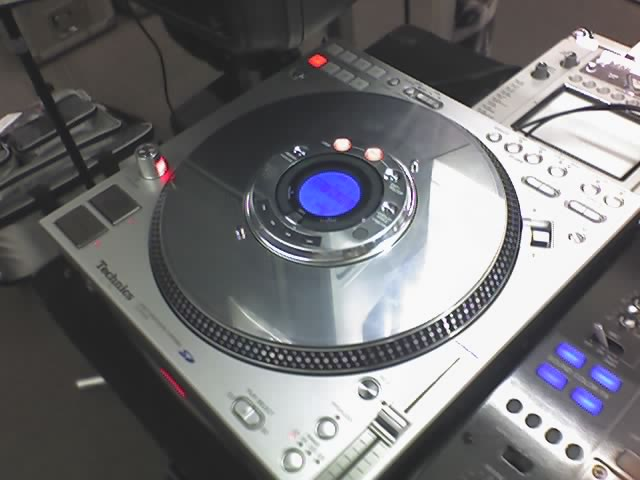
Technics SL-DZ1200

### コントローラー
DJ向けのコントローラーはターンテーブルを模したものが両サイドに二つ、ミキサーに実装されているようなスライダー、ボリュームのつまみ、各種汎用的なボタンなどが実装されている物が一般的である。コントローラーには実際のターンテーブルやミキサーとしての機能は無く、信号をコンピュータに送信し、ソフトウェアをコントロールさせることで成り立つ機器である。またほとんどのコントローラー機器はMIDI規格に沿い、USBで接続する。それ以外はHIDプロトコル（主にUSBが通信プロトコルとして利用してる名称）を利用する。

### ソフトウェア
PCDJ向けのオーディオプレーヤーは単に音楽を再生するだけではなく、ミキサー、ターンテーブル、エフェクトなどの機能を搭載したソフトウェアである。周辺機器はキーボードやマウスだけでもソフトウェアを操作することが可能であるが、一般的にはMIDIコントローラーと一緒に用いる。コンピュータが各ソフトウェアのシステム要件を満たせる性能であれば筐体は限定されることなく、環境や移動の有無に応じて異なる。

### その他
サンプラー
必須の機材ではないが、技法によって用いられることがある。
ヘッドフォン
通常は次の曲を準備するため、曲をモニター（試聴）する際に利用する。